# Linia apsyd
Linia apsyd – linia łącząca dwa punkty orbity ciała niebieskiego, w których jest ono odpowiednio najbliżej i najdalej od ciała obieganego.
Jest ściśle określona dla eliptycznych, parabolicznych i hiperbolicznych orbit, i może być dla nich wyobrażona jako linia:
- pomiędzy perycentrum a apocentrum orbity  – dla orbit kołowych i eliptycznych
- pomiędzy perycentrum i ogniskiem orbity – dla orbit parabolicznych i hiperbolicznych

Dla orbit kołowych linia apsyd nie jest ściśle zdefiniowana – ponieważ mimośród jest równy zero – i może być przyjęta dowolnie (zazwyczaj jako linia wskazująca na kierunek punktu równonocy wiosennej).
Astronomiczne pojęcie linia apsyd jest równoważne matematycznemu terminowi osi wielkiej elipsy.